# Hẻm lốc xoáy

"Hẻm lốc xoáy" (màu hồng) bị ảnh hưởng bởi ba động lực: khí ấm và ẩm (màu lục), khí ấm và khô (màu nâu nhạt), và khí lạnh và khô (màu lam)

Hẻm lốc xoáy (tiếng Anh: Tornado Alley) là khu vực địa lý ở trung phần Hoa Kỳ nơi thường xảy ra những cơn lốc xoáy. Khu vực này trải dài từ Texas ở phía nam đến Minnesota và Nam Dakota ở phía bắc.
Vì yếu tố thời tiết bị dao động bởi ba luồng khí tiếp giáp nhau trên vùng bình nguyên rộng, lốc xoáy dễ hình thành khi trời trở ấm, đẩy luồng khí ấm và ẩm từ đông nam lấn vào vùng khí lạnh và khô từ tây bắc. Thường thì luồng khí ấm xuất phát từ phía Vịnh Mexico tràn lên vào cuối xuân nhưng bị cản bởi khí lạnh. Nơi va chạm đó ở Đại Bình nguyên Bắc Mỹ là nơi sinh ra lốc xoáy. Hiện tượng này cũng xảy ra vào đầu thu với luồng khí lạnh gặp phải vùng khí nóng nhưng tác động này không mạnh bằng mùa xuân. Tính bình quân trên phương diện diện tích thì hai tiểu bang Oklahoma và Kansas là nơi có nhiều lốc xoáy nhất.